# Петро Бормор
Петро́ Бормор (справжнє ім'я — Петро Борисович Мордкович; нар. 27 листопада 1971, Москва, РРФСР, СРСР) — російський письменник, поет і блогер, нині живе в Єрусалимі.

## Життєпис
Народився 27 листопада 1971 року в Москві. Навчався в Московському інституті управління ім. Серго Орджонікідзе, але припинив навчання на третьому курсі та поїхав до Ізраїлю, де й живе нині. Працює ювеліром, одружений, має трьох дочок. Від 2002 року веде блог у Живому Журналі, де публікує свої оповідання, його постійно читає понад 11 тисяч людей. 2011 року в авторській збірці «Запасна книжка» вперше опублікував свої вірші.

### Участь у антологіях ФРАМ
- 2004 — «Русские инородные сказки-2» (Російські інородні казки-2) — вісім оповідань (ISBN 5-94278-503-1)
- 2005 — «Русские инородные сказки-3» — п'ять оповідань (ISBN 5-94278-890-1)
- 2006 — «Секреты и сокровища. 37 лучших рассказов 2005 года» (Секрети та скарби. 37 найкращих оповідань 2005 року) — одне оповідання (ISBN 5-367-00011-8)
- 2006 — «Русские инородные сказки-4» — одне оповідання (ISBN 5-367-00104-1)
- 2008 — «Русские инородные сказки-6» — одне оповідання (ISBN 978-5-367-00727-5)
- 2009 — «Русские инородные сказки-7» — одне оповідання (ISBN 978-5-367-00925-5)

### Авторські збірки
- 2007 — «Многобукаф. Книга для» (ISBN 978-5-9689-0091-3, ISBN 5-9689-0091-1, ISBN 978-5-904584-84-9)
- 2007 — «Игры демиургов» (Ігри демиургів; ISBN 978-5-9689-0108-8, ISBN 5-9689-0108-X)[3]
- 2008 — «Книга на третье» (Книга на третє; ISBN 978-5-9689-0142-2)
- 2011 — «Запасная книжка» (Запасна книжка; ISBN 978-5-904584-15-3, ISBN 5-904584-15-6)

### Публікації в журналах
Крім того, оповідання Бормора неодноразово публікували в журналах «Навігатор ігрового світу», «Найкращі відеоігри» та «Світ фантастики». В останньому від початку 2013 року мікрооповідання Петра публікуються майже щомісяця.

## Театральні постановки
2010 року театральна студія Deep (Луганськ, Україна) поставила спектакль «Ігри деміургів» за однойменною книгою Петра Бормора.

## Відгуки та критика
«Вибір найбільш плідного для циклу елемента відбиває специфіку казкової деконструкції: Ольга Лукас у своїх терапевтичних казках використовує Попелюшку як модель соціально-іміджевої проблеми, а Петро Бормор вичавлює максимум із логічної конфігурації Дракон — Лицар — Принцеса».